# روجر شيرمان (محامي)
روجر شيرمان (بالإنجليزية: Roger Sherman)‏ هو قاضي ومحامي أمريكي، ولد في 4 يناير 1872 في شيكاغو في الولايات المتحدة، وتوفي في 20 يناير 1957.